# 程岗 (1972年)
程岗（1972年10月—），男，安徽安庆人，民革党员，安徽省政协委员，中华人民共和国企业家。

## 生平
1992年毕业于安徽师范大学英语专业，同年分配至芜湖第32中任教。1995年和2003年，曾先后在北京、上海创业。2006年，创办芜湖悠派生活用品有限公司。2013年，在上海财经大学商学院EMBA学习。现任芜湖悠派护理用品科技股份有限公司董事长。

## 荣誉
先后荣获安徽省优秀中国特色社会主义事业建设者，工业和信息化系统抗击新冠肺炎疫情先进个人，安徽省优秀民营企业家等荣誉。